# Milhouse tu už nebydlí
Milhouse tu už nebydlí (v anglickém originále Milhouse Doesn't Live Here Anymore) je 12. díl 15. řady (celkem 325.) amerického animovaného seriálu Simpsonovi. Scénář napsali Julie Chambersová a David Chambers a díl režíroval Matthew Nastuk. V USA měl premiéru dne 15. února 2004 na stanici Fox Broadcasting Company a v Česku byl poprvé vysílán 25. listopadu 2006 na stanici ČT2.

## Děj
Během školního výletu si Bart všimne změny v Milhousově chování. Milhouse odmlouvá paní Krabappelové a odchází od skupiny. Dělá s Bartem neplechu a říká mu, že už ho nezajímá, co si o něm kdo myslí. Nakonec Milhouse prozradí, že se s matkou stěhuje do Capitol City. Bart tam posléze Milhouse navštíví a zjistí, že si Milhouse obarvil vlasy na blond, nosí módní oblečení a pěstuje si image „drsňáka“. Když Marge doma vidí, jak je Bart sklíčený – dokonce pláče –, navrhne mu, aby trávil více času s Lízou. Ti dva se začnou sbližovat mytím auta a jízdou na kole a poté, co společně objeví indiánskou mohylu, se z nich stanou nejlepší přátelé. 
Mezitím v hospodě U Vočka slaví Apu a Manjula výročí a Homer si uvědomí, že nemá dárek pro Marge k jejich výročí. Poté, co ho vyhodí z baru, si Homer sedne na ulici a lidé mu začnou dávat peníze. Tancuje, a vydělá tak dost peněz, aby mohl Marge koupit květiny. Také předvede píseň „Pan Bojangles“ a požádá o peníze. Homer pokračuje v žebrání a nakonec vydělá dost peněz, aby mohl Marge koupit diamantové náušnice. Když poté pokračuje v žebrání, rozzlobení pobudové přivedou Marge, aby se podívala, co Homer dělá. Marge je ponížená a naštvaná, ale nedokáže se přimět k tomu, aby náušnice vyhodila. 
Milhouse se vrací do Springfieldu, když jeho otec získá soudním rozhodnutím Milhouse do péče. Poté, co Líza zjistí, že Bart řekl Milhousovi o jejich tajné indiánské mohyle, má pocit, že se Bart chová, jako by jejich přátelství nikdy neexistovalo, a že ji využívá, aby zaplnil prázdnotu. Bart jí však ukáže, že si jí stále váží jako sestry, a dá jí sadu kartiček s hezkými věcmi, které pro ni udělá, a oba se obejmou. Epizodu zakončí Isabel Sanfordová v muzeu televize a rozhlasu, kde poukáže na to, jak se sitcomy obvykle uchylují k používání sentimentálních konců svých dílů.

## Přijetí
Ve Spojených státech díl během premiéry sledovalo 9,4 milionu diváků.
Colin Jacobson z DVD Movie Guide k dílu uvedl: „Po docela dobrých Toulkách pokračuje 15. řada s Milhousem v pozitivním odrazu. Vlastně nevyužívá Capitol City tak dobře, jak bych možná čekal, ale vede dvě zábavné podzápletky a dobře je vyvažuje. Očekávejte zde nadprůměrnou epizodu.“.
Server Simbasible označil díl za „solidní epizodu o chlapeckém přátelství“.
Julie a David Chambersovi byli za scénář k této epizodě nominováni na Cenu Sdružení amerických scenáristů za vynikající scénář k animovanému filmu na 57. ročníku těchto cen.